# تو نباید بکشی. . . بجز
تو نباید بکشی. . . بجز (به انگلیسی: Thou Shalt Not Kill... Except) یک فیلم سینمایی آمریکایی ترسناک و اکشن به کارگردانی جاش بکر محصول سال۱۹۸۵ با بازی رابرت ریکمن، جان مانفردی، تیم کوئیل، شریل هاوزن، پری مالالت و سم ریمی است.
اولین بار این فیلم در ۱۳ اکتبر ۱۹۸۵ وارن، میشیگان اکران شد و بعداً در ۲۱ مه ۱۹۸۷ در آلمان غربی و ژاپن نیز منتشر شد و بعد از آن در کانادا در ۳۱ مارس ۱۹۹۹ منتشر شد.